# Torneo Feria de San Mateo

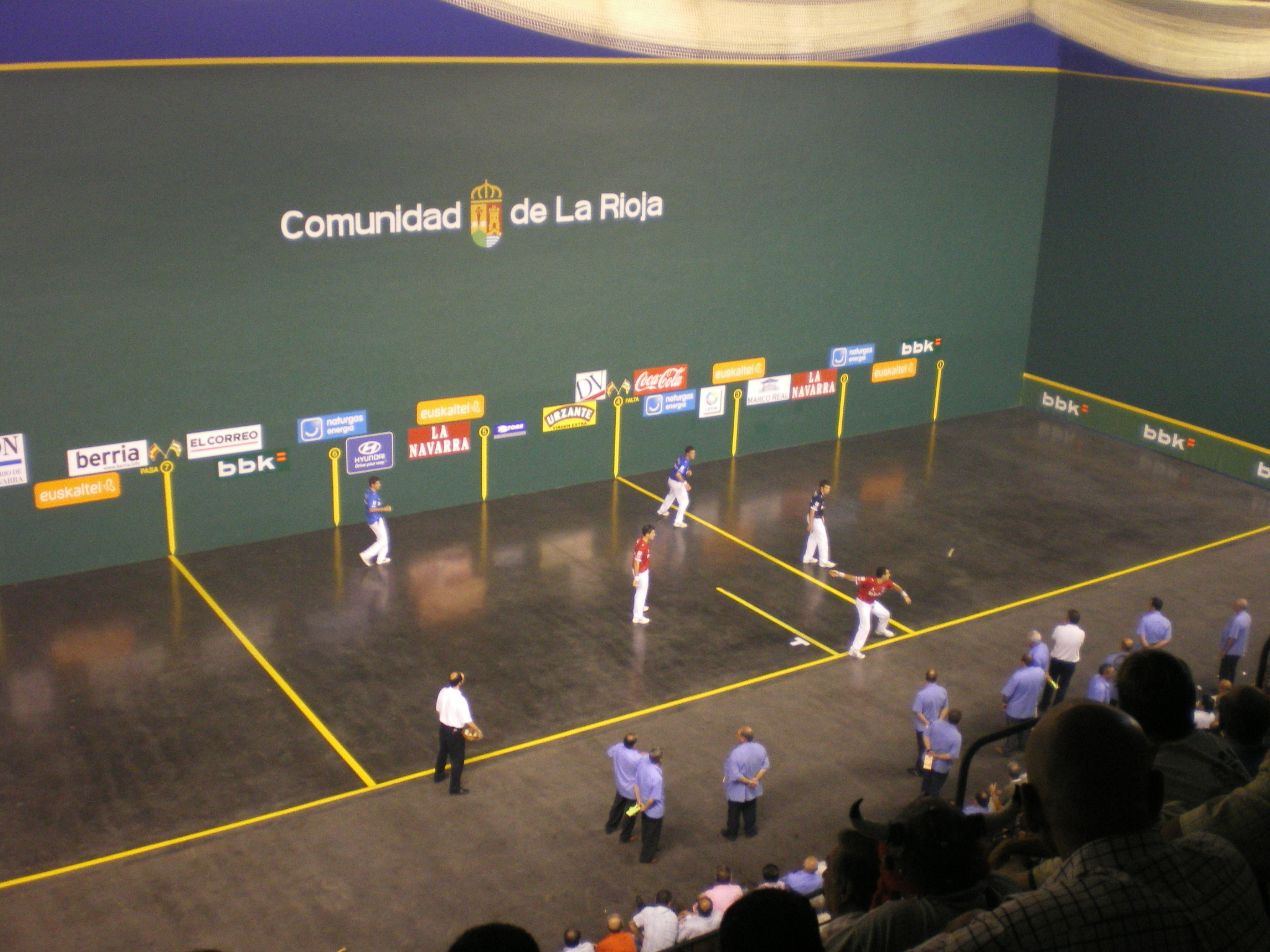
Partido de Titín III-Barriola contra Mendizabal-Cabrerizo-Patxi Ruiz en la Feria de San Mateo 2008.

La Feria de San Mateo es una competición de pelota a mano profesional que se disputa desde 1980 en Logroño, La Rioja, España, durante las Fiestas de San Mateo en la semana del 21 de septiembre.

## Historia
La Feria de San Mateo está considerada como la más importante de todo el verano y en ella se juntan los mejores pelotaris del momento. Desde su creación en 1980, se viene disputando un torneo de mano parejas cuyos partidos se juegan en el Frontón Adarraga.
Aparte del torneo de parejas, se disputan varios partidos especiales (partidos del cuatro y medio, parejas mixtas de ASPE y Asegarce) y desde 2005 el Desafío del Vino, que tiene como premio 1.200 botellas de vino para la empresa ganadora.
En 2009, debido a la polémica suscitada por las empresas para eludir el pago del incremento de las tasas de juego aprobadas por el Parlamento de La Rioja en el mes de enero, el torneo se celebró en el Frontón Las Gaunas, un recinto concebido para las modalidades de herramienta.

## Palmarés
| Año     | Campeones                    | Subcampeones                  | Tanteo | Frontón    |
| ------- | ---------------------------- | ----------------------------- | ------ | ---------- |
| 1980(1) | García Ariño IV - Maiz II    | Retegi II - Andueza VI        | 16-21  | Adarraga   |
| 1981    | Ladutxe - Maiz II            | García Ariño IV - Galarza III | 22-20  | Adarraga   |
| 1982    | Retegi II - Andueza VI       | Ariño VI - Maiz II            | 22-21  | Adarraga   |
| 1983    | Vergara II - Tolosa          | Bengoetxea IV - Gorostiza     | 22-21  | Adarraga   |
| 1984    | Bengoetxea III - Galarza III | Vergara II - Tolosa           | 22-9   | Adarraga   |
| 1985    | Alustiza - Martinikorena     | Bengoetxea III - Galarza III  | 22-9   | Adarraga   |
| 1986    | Vergara II - Maiz II         | Alustiza - Martinikorena      | 22-10  | Adarraga   |
| 1987    | Alustiza - Galarza III       | Vergara II - Tolosa           | 22-10  | Adarraga   |
| 1988    | Bengoetxea III - Galarza III | Alustiza - Maiz II            | 22-12  | Adarraga   |
| 1989    | Arteaga - Tolosa             | Ansotegi - Martinikorena      | 22-14  | Adarraga   |
| 1990    | Retegi II - Errandonea       | Alustiza - Zezeaga            | 22-15  | Adarraga   |
| 1991    | Eugi - Arretxe               | Unanue - Errandonea           | 22-21  | Adarraga   |
| 1992    | Retegi II - Errasti          | Unanue - Tolosa               | 22-13  | Adarraga   |
| 1993    | Lejardi - Zezeaga            | Titín III - Beloki            | 22-11  | Adarraga   |
| 1994    | Gorostiza - Beloki           | Unanue - Errasti              | 22-21  | Adarraga   |
| 1995    | Retegi II - Galarza III      | Etxaniz - Errandonea          | 22-13  | Adarraga   |
| 1996    | Titín III - Arretxe          | Retegi II - Errandonea        | 22-13  | Adarraga   |
| 1997    | Titín III - Lasa III         | Unanue - Elkoro               | 22-11  | Adarraga   |
| 1998(2) | Berasaluze VIII - Beloki     | Unanue - Errasti              | 22-10  | Adarraga   |
| 1998    | Titín III - Goñi III         | Eugi - Zezeaga                | 22-11  | Adarraga   |
| 1999(2) | Unanue - Errasti             | Alustiza - Arretxe            | 22-16  | Adarraga   |
| 1999    | Titín III - Lasa III         | Capellán - Elkoro             | 22-15  | Adarraga   |
| 2000    | Unanue - Errasti             | Capellán - Lasa III           | 22-13  | Adarraga   |
| 2001    | Olaizola I - Patxi Ruiz      | Capellán - Lasa III           | 22-16  | Adarraga   |
| 2002    | Olaizola II - Patxi Ruiz     | Berasaluze VIII - Beloki      | 22-17  | Adarraga   |
| 2003    | Titín III - Barriola         | Unanue - Pascual              | 22-18  | Adarraga   |
| 2004    | Xala - Goñi III              | Titín III - Elkoro            | 22-18  | Adarraga   |
| 2005    | Titín III - Goñi III         | Olaizola I - Beloki           | 22-13  | Adarraga   |
| 2006    | Bengoetxea VI - Patxi Ruiz   | Xala - Pascual                | 22-14  | Adarraga   |
| 2007    | Bengoetxea VI - Barriola     | Olaizola II - Lasa III        | 22-11  | Adarraga   |
| 2008(3) | Titín III - Barriola         | Olaizola II - Patxi Ruiz      | 4-6    | Adarraga   |
| 2009    | Martínez de Irujo - Beroiz   | Berasaluze VIII - Pascual     | 22-9   | Las Gaunas |
| 2010    | Bengoetxea VI - Patxi Ruiz   | Martínez de Irujo - Pascual   | 22-20  | Adarraga   |
| 2011    | Olaizola II - Beroiz         | Martínez de Irujo - Merino    | 22-13  | Adarraga   |
| 2012    | Titín III - Merino II        | Berasaluze VIII - Albisu      | 22-19  | Adarraga   |
| 2013    | Bengoetxea VI - Merino II    | Idoate - Barriola             | 22-17  | Adarraga   |
| 2014    | Martínez de Irujo - Zubieta  | Víctor - Albisu               | 22-5   | Adarraga   |
| 2015    | Altuna III - Merino II       | Olaizola II - Urrutikoetxea   | 22-21  | Adarraga   |
| 2016    | Ezkurdia - Rezusta           | Altuna III - Albisu           | 22-21  | Adarraga   |
| 2017    | Víctor - Rezusta             | Ezkurdia - Albisu             | 22-19  | Adarraga   |
| 2018(4) | Ezkurdia - Imaz              | Altuna III - Aretxabaleta     | 14-9   | Adarraga   |

(1) En 1980 Retegi II se lesionó la rodilla.

(2) En 1998 y 1999 se disputaron dos torneos paralelos.

(3) En 2008 Olaizola II se lesionó el hombro.

(4) En 2018 Altuna III se lesionó el hombro.

## Palmarés por pelotari
| #     | Pelotari          | Campeón | Finalista | Total |
| ----- | ----------------- | ------- | --------- | ----- |
| 1     | Titín III         | 8       | 2         | 10    |
| 2     | Galarza III       | 4       | 2         | 6     |
| 2     | Retegi II         | 4       | 2         | 6     |
| 4     | Patxi Ruiz        | 4       | 1         | 5     |
| 5     | Bengoetxea VI     | 4       | 0         | 4     |
| 6     | Errasti           | 3       | 2         | 5     |
| 6     | Maiz II           | 3       | 2         | 5     |
| 8     | Barriola          | 3       | 1         | 4     |
| 9     | Goñi III          | 3       | 0         | 3     |
| 9     | Merino II         | 3       | 0         | 3     |
| 11    | Unanue            | 2       | 6         | 8     |
| 12    | Alustiza          | 2       | 4         | 6     |
| 13    | Lasa III          | 2       | 3         | 5     |
| 13    | Tolosa            | 2       | 3         | 5     |
| 13    | Beloki            | 2       | 3         | 5     |
| 13    | Olaizola II       | 2       | 3         | 5     |
| 17    | Vergara II        | 2       | 2         | 4     |
| 17    | Martínez de Irujo | 2       | 2         | 4     |
| 19    | Arretxe           | 2       | 1         | 3     |
| 19    | Bengoetxea III    | 2       | 1         | 3     |
| 21    | Rezusta           | 2       | 0         | 2     |
| 21    | Beroiz            | 2       | 0         | 2     |
| 23    | Errandonea        | 1       | 3         | 4     |
| 23    | Berasaluze VIII   | 1       | 3         | 4     |
| 25    | Martinikorena     | 1       | 2         | 3     |
| 25    | Zezeaga           | 1       | 2         | 3     |
| 27    | Andueza VI        | 1       | 1         | 2     |
| 27    | Victor            | 1       | 1         | 2     |
| 27    | García Ariño IV   | 1       | 1         | 2     |
| 27    | Eugi              | 1       | 1         | 2     |
| 27    | Olaizola I        | 1       | 1         | 2     |
| 27    | Xala              | 1       | 1         | 2     |
| 27    | Altuna III        | 1       | 1         | 2     |
| 27    | Ezkurdia          | 1       | 1         | 2     |
| 35    | Arteaga           | 1       | 0         | 1     |
| 35    | Gorostiza         | 1       | 0         | 1     |
| 35    | Ladutxe           | 1       | 0         | 1     |
| 35    | Lejardi           | 1       | 0         | 1     |
| 35    | Zubieta           | 1       | 0         | 1     |
| 40    | Pascual           | 0       | 4         | 4     |
| 40    | Albisu            | 0       | 4         | 4     |
| 42    | Capellán          | 0       | 3         | 3     |
| 42    | Elkoro            | 0       | 3         | 3     |
| 44    | Ansotegi          | 0       | 1         | 1     |
| 44    | Ariño VI          | 0       | 1         | 1     |
| 44    | Bengoetxea IV     | 0       | 1         | 1     |
| 44    | Etxaniz           | 0       | 1         | 1     |
| 44    | Gorostiza         | 0       | 1         | 1     |
| 44    | Merino            | 0       | 1         | 1     |
| 44    | Idoate            | 0       | 1         | 1     |
| 44    | Urrutikoetxea     | 0       | 1         | 1     |
| Total | Total             | 76      | 76        | 152   |